# Oral Fixation Volumes 1&2
Oral Fixation Volumes 1&2 è la seconda raccolta della cantante colombiana Shakira, pubblicata il 5 dicembre 2006 dalla Sony Music Latin.

## Descrizione
Contenente in un unico cofanetto entrambi gli album "gemelli" Fijación oral vol. 1 e Oral Fixation Vol. 2. La versione del vol.2 presente in questa pubblicazione è la riedizione contenente la celebre hit Hips Don't Lie e la versione spanglish di La tortura.

## Tracce
CD 1
1. En tus pupilas – 4:21 (Shakira, Luis Fernando Ochoa)
2. La pared – 3:20 (Shakira, Lester Mendez)
3. La tortura (feat. Alejandro Sanz) – 3:35 (Shakira, Luis Fernando Ochoa)
4. Obtener un sí – 3:20 (Shakira, Lester Mendez)
5. Día especial (feat. Gustavo Cerati) – 4:22 (Gustavo Cerati, Shakira, Luis Fernando Ochoa)
6. Escondite inglés – 3:10 (Shakira)
7. No – 4:47 (Shakira, Lester Mendez)
8. Las de la intuición – 3:41 (Shakira, Luis Fernando Ochoa)
9. Día de enero – 2:55 (Shakira)
10. Lo imprescindible – 3:58 (Shakira, Lester Mendez)
11. La pared (Versione Acustica) – 2:41 (Shakira, Lester Mendez)
12. La tortura (Shaketon Remix) – 3:12 (Shakira, Luis Fernando Ochoa)

CD 2
1. How Do You Do – 3:45 (Shakira, Lauren Christy, Scott Spock, Graham Edwards)
2. Illegal (feat. Carlos Santana) – 3:53 (Shakira, Lester Mendez)
3. Hips Don't Lie (feat. Wyclef Jean) – 3:40 (Wyclef Jean, Shakira, Jerry "Wonda" Duplessis, Omar Alfano, LaTravia Parker)
4. Animal City – 3:15 (Shakira, Luis F. Ochoa)
5. Don't Bother – 4:17 (Shakira, Lauren Christy, Scott Spock, Graham Edwards)
6. The Day and the Time (feat. Gustavo Cerati) – 4:22 (Shakira, Pedro Aznar, Gustavo Cerati, Luis F. Ochoa)
7. Dreams for Plans – 4:02 (Shakira, Brendan Buckley)
8. Hey You – 4:09 (Shakira, Tim Mitchell)
9. Your Embrace – 3:33 (Shakira, Tim Mitchell)
10. Costume Makes the Clown – 3:12 (Shakira, Brendan Buckley)
11. Something – 4:21 (Shakira, Luis F. Ochoa)
12. Timor – 3:32 (Shakira)

American bonus track
1. La tortura (Spanglish Version) – 3:32 (Shakira, Luis F. Ochoa)

Latin American and Spanish bonus track
1. Hips Don't Lie (Spanish version) – 3:37 (Wyclef Jean, Shakira, Jerry "Wonda" Duplessis, Omar Alfano, LaTravia Parker)

European bonus track
1. Don't Bother (Jrsnchz Radio Mix) – 4:24 (Shakira, Lauren Christy, Scott Spock, Graham Edwards)

DVD
1. La tortura (music video)
2. Don't Bother (music video)
3. No (music video)
4. Hips Don't Lie (music video)
5. Día de Enero (music video)
6. Hey You (live from Hackney Empire, London - MTV'5 Star Performance)
7. Illegal (live from Hackney Empire, London - MTV'5 Star Performance)
8. La Tortura (live from Hackney Empire, London - MTV'5 Star Performance)